# Gianfranco Phino
Gianfranco Phino, pseudonimo di Gianfranco Finocchi (Roma, 2 novembre 1963), è un attore, comico e imitatore italiano.
Noto come comico per le sue partecipazioni a Zelig e nell'ambiente del musical dove si è fatto conoscere tramite la Compagnia della Rancia.

## Biografia
Inizia i suoi studi nel campo dell'arte frequentando dapprima il Liceo Artistico e in seguito l'Accademia di Belle Arti a Roma di Via Ripetta ove gli studi di scenografia aprono in lui nuovi orizzonti creativi.
Oltre alla passione per l'arte si avvicina da giovane alla conoscenza delle Arti Marziali, conseguendo un brevetto di Maestro d'Armi al seguito di Richard Buckingham Clarck, professionista educato presso la Academy of the Sword di San Francisco.
Appare sulle principali emittenti televisive come ospite comico e come comico fisso in trasmissioni quali Finalmente Venerdì (Rete 4, con Johnny Dorelli e Heather Parisi), Bellezze sulla neve (varietà di Rete 4, nel 1992) con Sabrina Salerno e Claudio Lippi e poi ancora Il pranzo è servito nel 1992 con Claudio Lippi e poi Davide Mengacci.
Nel 1998 debutta nel mondo del musical con la Compagnia della Rancia in Grease con Lorella Cuccarini e Giampiero Ingrassia.
Nel 2002 sempre per la Compagnia della Rancia interpreta il ruolo di Nathan Detroit in "Bulli e Pupe" insieme a Marina Massironi, Serena Autieri e Giorgio Borghetti (nel cast principale), nel 2004 in "Cantando sotto la pioggia" è Cosmo Brown a fianco a Raffaele Paganini e nel 2006 in "The Producers" interpreta Roger De Bris, con Enzo Iacchetti e Gianluca Guidi.
Nel 2016 si presenta alle audizioni di Italia's Got Talent, dove viene ammesso alla semifinale e quindi in finalissima trasmessa in diretta su Sky Uno HD e TV8 dove arriva 13º per rilanciare la propria carriera. Durante le selezioni in cui imitava i più svariati dialetti e vernacoli della Penisola, rispondendo alla domanda di Luciana Littizzetto sul perché fosse stato assente per più di un decennio dal mondo dello spettacolo, asserisce di essere ritornato sulle scene e che la sua prolungata assenza era cagionata da una leucemia (una neoplasia a carico del tessuto ematico) da cui è riuscito a guarire dopo una lunga terapia. 

## Filmografia

### Attore

#### Cinema
- Ladri si nasce, regia di Pier Francesco Pingitore (1996)
- Il segreto del giaguaro, regia di Antonello Fassari (2000)
- Un altr'anno e poi cresco, regia di Federico Di Cicilia (2000)
- Gabriel, regia di Maurizio Angeloni (2001)
- The Mark - Il segno della vendetta, regia di Mariano Equizzi (2003)
- Tu quoque, regia di Gianni Quinto (2025)

#### Televisione
- Fantastico (programma televisivo) 7, Rai 1, (1987)
- Doc international club, con Renzo Arbore, Rai 2, (1988)
- La giostra, Canale 5, (1988), ospite comico
- Il principe azzurro, Canale 5, (1989)
- Buon Compleanno Canale 5, Canale 5, (1990), comico fisso
- Finalmente Venerdì, Canale 5, (1991), comico fisso
- È Domenica, Rete 4, (1991), co-presentatore con Giorgio Mastrota
- Bellezze sulla neve, Rete 4, (1992), comico fisso
- Il pranzo è servito, Canale 5, (1992), comico fisso
- Tira e molla, Canale 5, (1997), ospite comico
- Campioni di ballo, Rete 4, (1998), comico fisso
- A tutta festa, Canale 5, (1998), comico fisso
- Donna Circe Estate, Rai 2, (2003), ospite comico
- Bla bla bla, Rai 2, (2005), ospite comico con Greg e Lillo
- Unomattina Estate, Rai 1, (2005), ospite con Massimo Bagnato
- Cuochi D'Artificio, Gold TV, (2008)
- Buona Domenica momento comico, presentato da Beppe Braida, Canale 5, (2008)
- Mettiamoci all'Opera, Rai 1, (2011), ospite comico
- Zelig Lab, presentatore teatro Golden di Roma (2012-2013)
- Italia's Got Talent, TV8, (2016), concorrente
- Soliti ignoti - Il ritorno, Rai 1, (2017), ospite

#### Fiction
- Carabinieri (quinta stagione), regia di Sergio Martino
- Orgoglio, regia di Giorgio Serafini
- Ho sposato uno sbirro 2, con Flavio Insinna, Antonio Catania
- 4 misteri e un funerale  , regia di Federico Marsicano - serie TV (2022)

#### Pubblicità
- Grundig, (1993), protagonista
- Max Mayer, (1994), protagonista
- Panna chef, (1995), protagonista
- Saiwa, (1995), protagonista
- Perlana, (1996), protagonista
- TIM (tariffa arancione), (1999), co-protagonista
- Mozzarella Vallelata, (2004), protagonista
- Saclà, (2004), protagonista

## Teatro
- Corpo insegnante, (1992), regia di L. Poli
- La bella e la bestia, (1994), regia di A. Fornari
- Blood Brothers, musical, (1995)
- E un altro volò sul nido del Cuculo, (1996), regia di R. Almagià
- Grease, musical, (1998), regia di Saverio Marconi
- Eppy, musical, (2000)
- Bulli e pupe, musical, (2003), regia di Fabrizio Angelini
- Cantando sotto la pioggia, musical, (2004) regia di S. Marconi
- The J.Phino Show, Cabaret, Cabaret Show, All'ombra del Colosseo, (2005)
- The producer, musical, (2006), regia di S. Marconi
- Frankenstein Humor, (2007), Di Dado, regia di Marco Terenzi, Teatro dei Satiri, Roma.
- Lady Burlesque Cabaret, regia Riccardo Trucchi (2008)
- Il Muro del sorriso, Kermesse Comica con scopo di solidarietà, (2008), di Nino Taranto e Paola Forgione
- Il Miracolo di Marcellino, musical, regia Riccardo Trucchi. Teatro Sistina Roma (2009)
- Di 28 ce n'è Uno, scritto da Gianfranco Phino, Teatro Salone Margherita, Regia di Manolo Casalino, (2010)
- Phino a che ce n ho - Con Gianfranco Phino, consulenza artistica Antonello Costa, (2015)
- Due (m)atti unici  - Regia Riccardo Trucchi (2015)
- Il Miracolo di Marcellino, musical, regia Riccardo Trucchi (2015)
- Benvenuto Reverendo - Regia di Riccardo Trucchi e Gianfranco Phino, Teatro Tirso, Roma (2016)
- All'Ombra di Campanile - Regia di Gianfranco Phino, Teatro L'aura, Roma (2016)
- Phino a che ce n'ho - Revolution - Con Gianfranco Phino, (2016)
- My Fair Lady - regia di A. J. Weissbard - Tour Nazionale (2023)